# Glas-in-loodcompositie Vrouwenkop
Glas-in-lood-compositie Vrouwenkop is een glas-in-loodraam ontworpen door de Nederlandse kunstenaar Theo van Doesburg in het Kröller-Müller Museum in Nationaal Park De Hoge Veluwe.

## Voorstelling en ontwerp

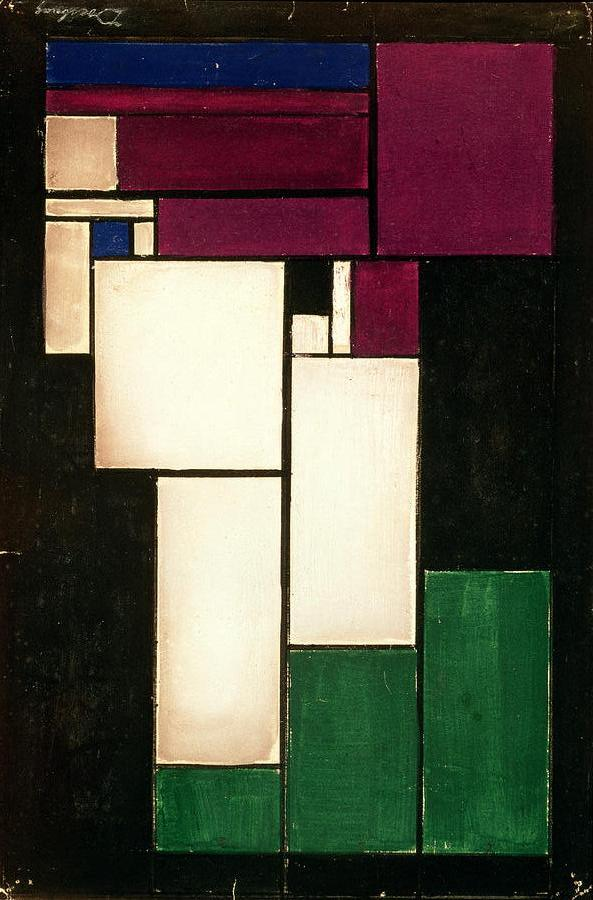
Theo van Doesburg. Ontwerp voor glas-in-loodcompositie Vrouwenkop. Mei 1917. Gouache op papier. 36,5 × 24,5 cm. Boedapest, Szépművészeti Múzeum.

Het is ontworpen in mei 1917 en uitgevoerd in juli 1917 en stelt Van Doesburgs toenmalige partner Lena Milius voor. Het ontwerp vertoont veel overeenkomsten met het glas-in-loodraam Meisje van de Hongaarse kunstenaar Vilmos Huszár. Voor zijn glas-in-loodcompositie maakte Van Doesburg eerst een tekening in gouache, die zich tegenwoordig in het Szépművészeti Múzeum in Boedapest bevindt. Van Doesburg ruilde deze gouache in 1922 met de Hongaarse kunstenaar Sándor Bortnyik voor diens collage Satire op de Stijl (nu in het Kröller-Müller Museum, inventarisnummer AB9116). Bortnyik verkocht het werk in 1972 aan het museum in Boedapest. De voorstudie is op zijn kop gesigneerd, mogelijk als dadaïstisch grapje. Hierdoor is de tekening lange tijd niet als vrouwenkop herkend en wordt het in de literatuur vaak kopstaand afgebeeld.

## Ontvangst
Van Doesburg was erg tevreden met zijn glas-in-lood-compositie. ‘Het slaat de mideneeuwen totaal kapot!’ schreef hij op 7 mei 1917 aan zijn vriend Antony Kok. De directeur van Rijksbureau voor de Monumentenzorg Dr. Jan Kalf gebruikte het in een lezing in juni 1918 als tegenstelling met Richard Roland Holsts glas-in-loodramen en de architect J.J.P. Oud nam het op in zijn artikel ‘Glas-in-lood van Theo van Doesburg’ dat in april van dat jaar in het Bouwkundig Weekblad verscheen. Opmerkelijk is dat Van Doesburg op 24 oktober 1920 in een brief aan architect C.R. de Boer zijn beklag deed, dat het werk ‘algemeen bewonderd en dikwijls verkocht [werd]. Ik vond dit al een bewijs dat het nog te veel illustratief was, daar het publiek dit natuurlijk graag heeft’.

## Herkomst
Van Doesburg liet twee exemplaren van zijn Vrouwenkop maken, een voor hemzelf en een als verjaardagsgeschenk aan Anthony Kok. Het exemplaar van Van Doesburg is verloren gegaan, waarna Antony Kok zijn exemplaar ergens na 1937 aan Nelly van Doesburg, de weduwe van Van Doesburg, schonk. Zij liet het na haar dood na aan haar nicht Wies van Moorsel, die het in 1981 schonk aan de Staat der Nederlanden, die het onderbracht bij de Dienst Verspreide Rijkscollecties (tegenwoordig Rijksdienst voor het Cultureel Erfgoed). Deze droeg het beheer in 1991 over aan het Kröller-Müller Museum.